# Bergseselie
Bergseselie (Seseli montanum, synoniem: Hippomarathrum montanum subsp. tommasinii, Hippomarathrum montanum subsp. montanum) is een vaste plant, die behoort tot de schermbloemenfamilie (Apiaceae). De soort komt van nature voor in Spanje, Zwitserland, Styrië, Karinthië, Kroatië en Hongarije. In Nederland werd de bergseselie in het verleden aangetroffen in Zuid-Limburg. De soort staat op de Nederlandse Rode lijst van planten zonder verdere vermelding over voorkomen. Het aantal chromosomen is 2n = 22.
De plant wordt 15 - 60 cm hoog en heeft een lange, rolronde, kale en gladde stengel met aan de voet schutbladen. De stengel is aan de basis 2,5 – 3 mm dik. De blauwgroene, kale wortelbladen zijn drievoudig geveerd met lijn- of lancetvormige slippen. Ze zijn meestal bedekt met een witachtig laagje was. De bladsteel is 12 - 15 cm lang en het samengestelde blad is 11 - 12 × 4 - 6 cm groot. De penwortel is 7 - 8 mm dik.
Bergseselie bloeit van juli tot in oktober met witte of roodachtige bloemen in 3,5 cm brede samengestelde schermen met 5 - 12 van boven kort behaarde stralen. De kelkblaadjes zijn 0,1 - 0,3 mm lang en de kroonblaadjes 0,7 - 0,9 × 0,6 - 0,7 mm groot. Het omwindsel is afwezig of bestaat uit 1-3 zeer korte blaadjes. De talrijke omwindseltjes met lijnvormige blaadjes zijn korter dan de bloemschermen. De stijlen zijn langer dan het nectarkussentje (stylopodium) aan de voet van de stijlen.
De langwerpige tot elliptische, kort fijn behaarde tot bijna kale vrucht is een 2,5 - 4,5 mm lange en 1,5 mm brede, tweedelige, dicht geribde splitvrucht met kielvormige ribben. De twee deelvruchten zijn vijfhoekig.

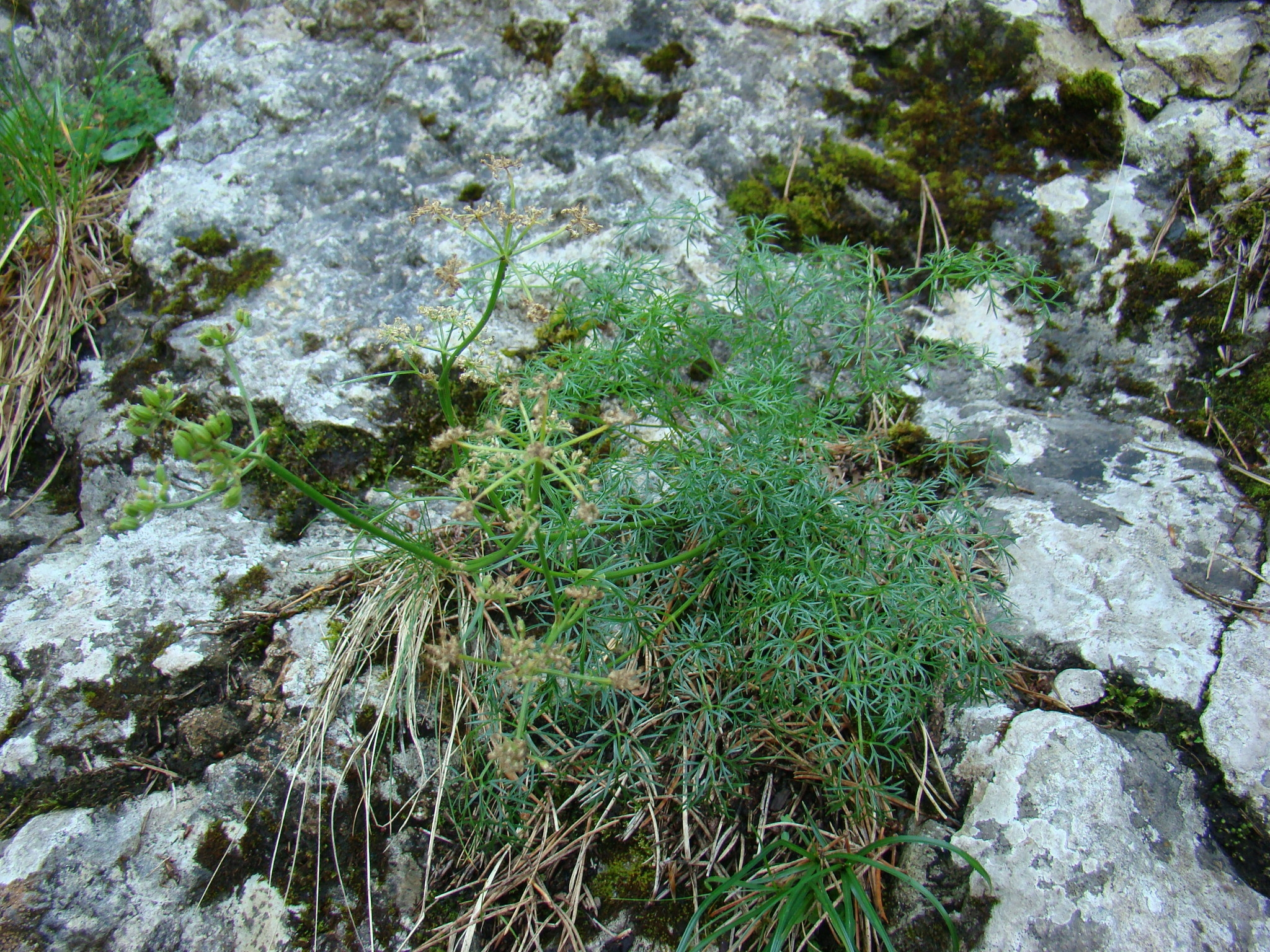
Plant
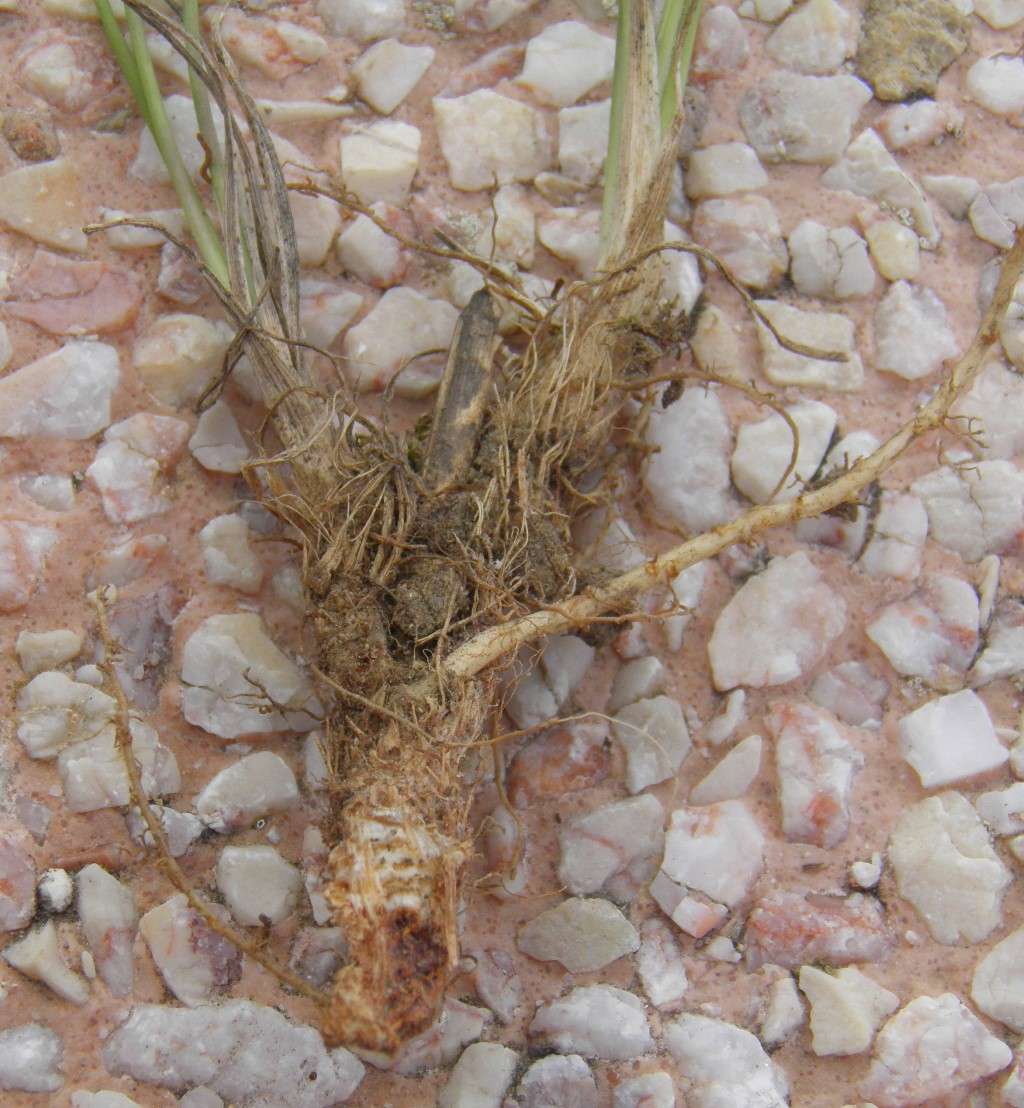
Penwortel
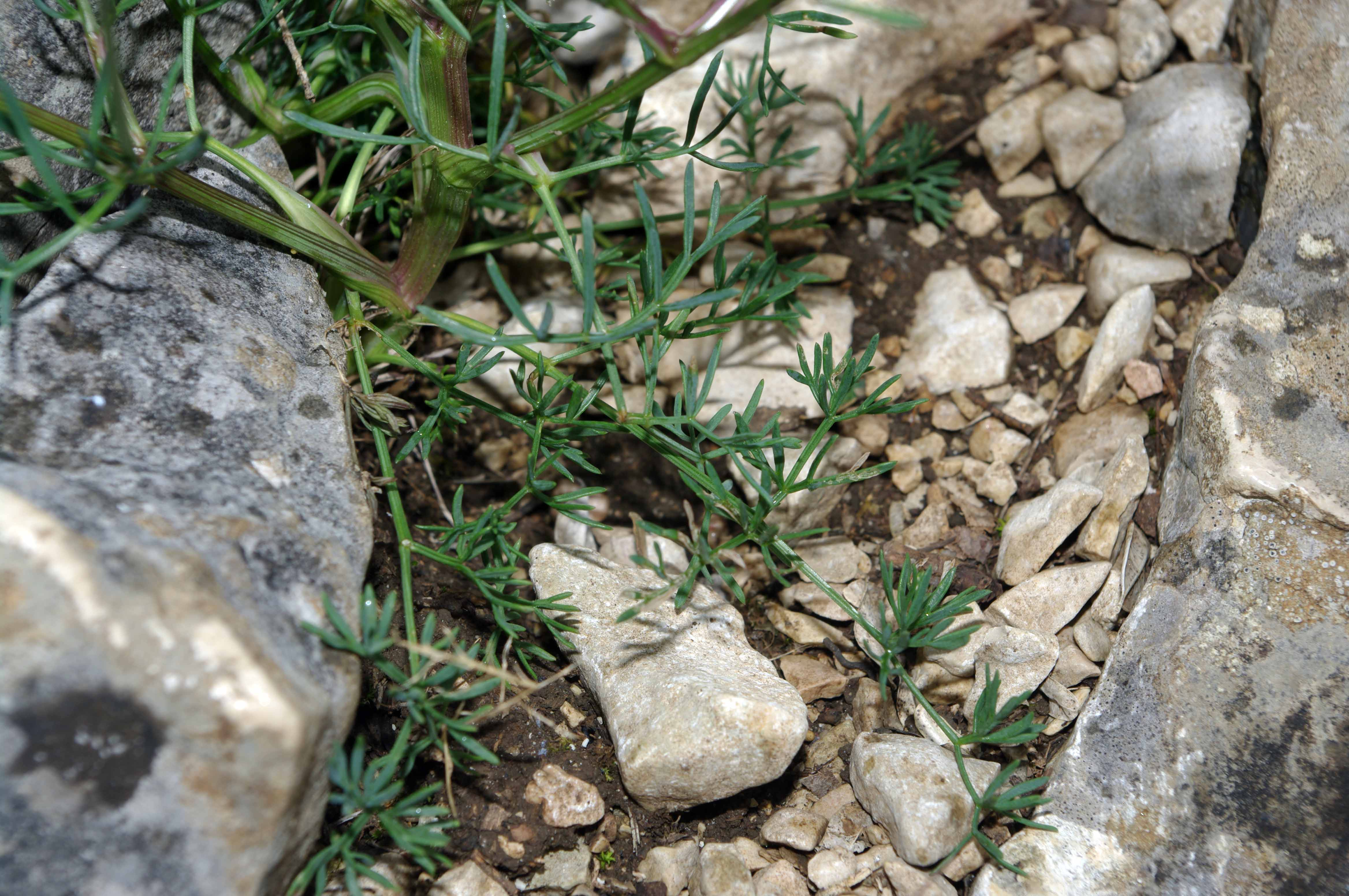
Bladeren met bladscheden
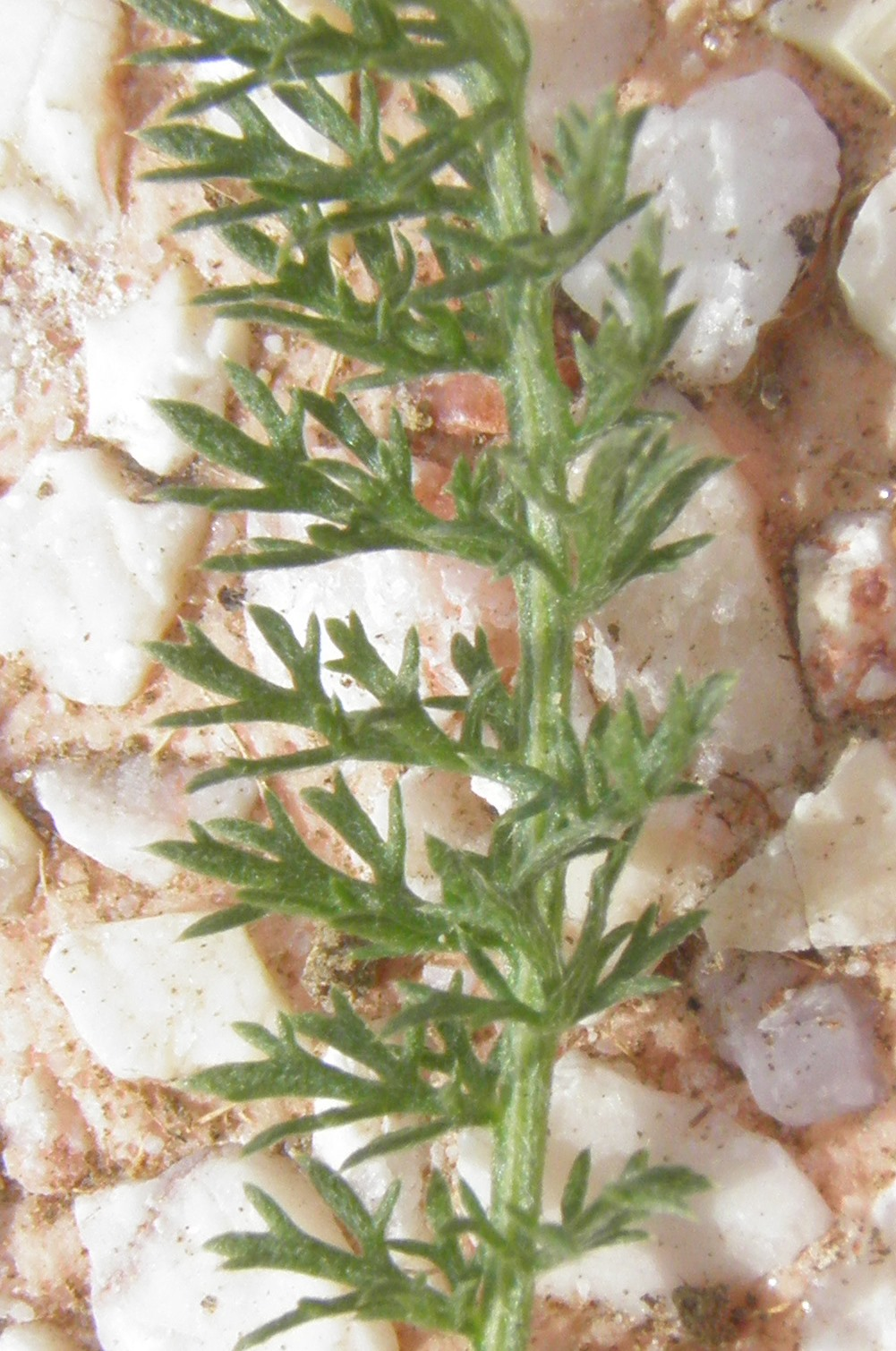
Bladspil
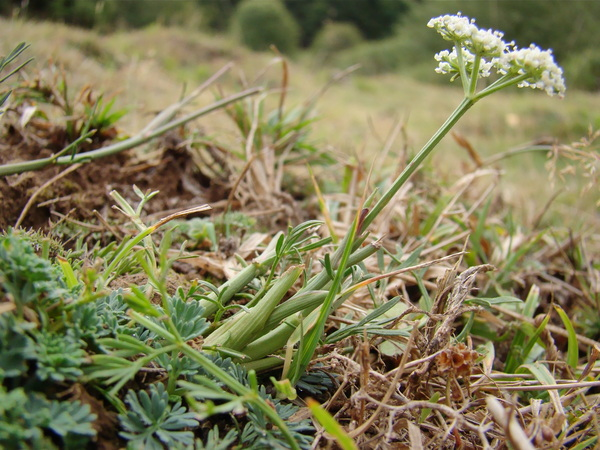
Bloeistengel
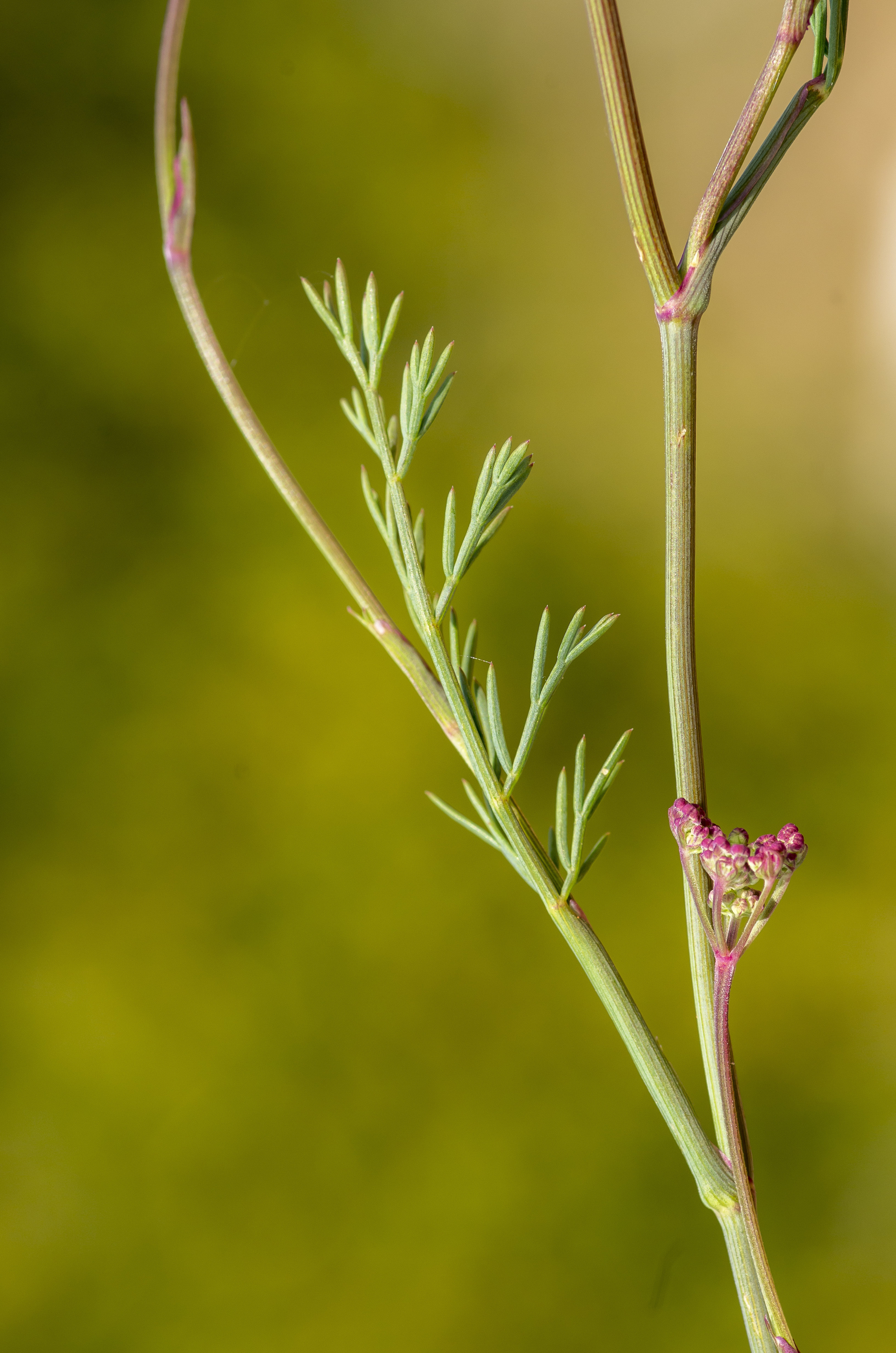
Bloeistengel
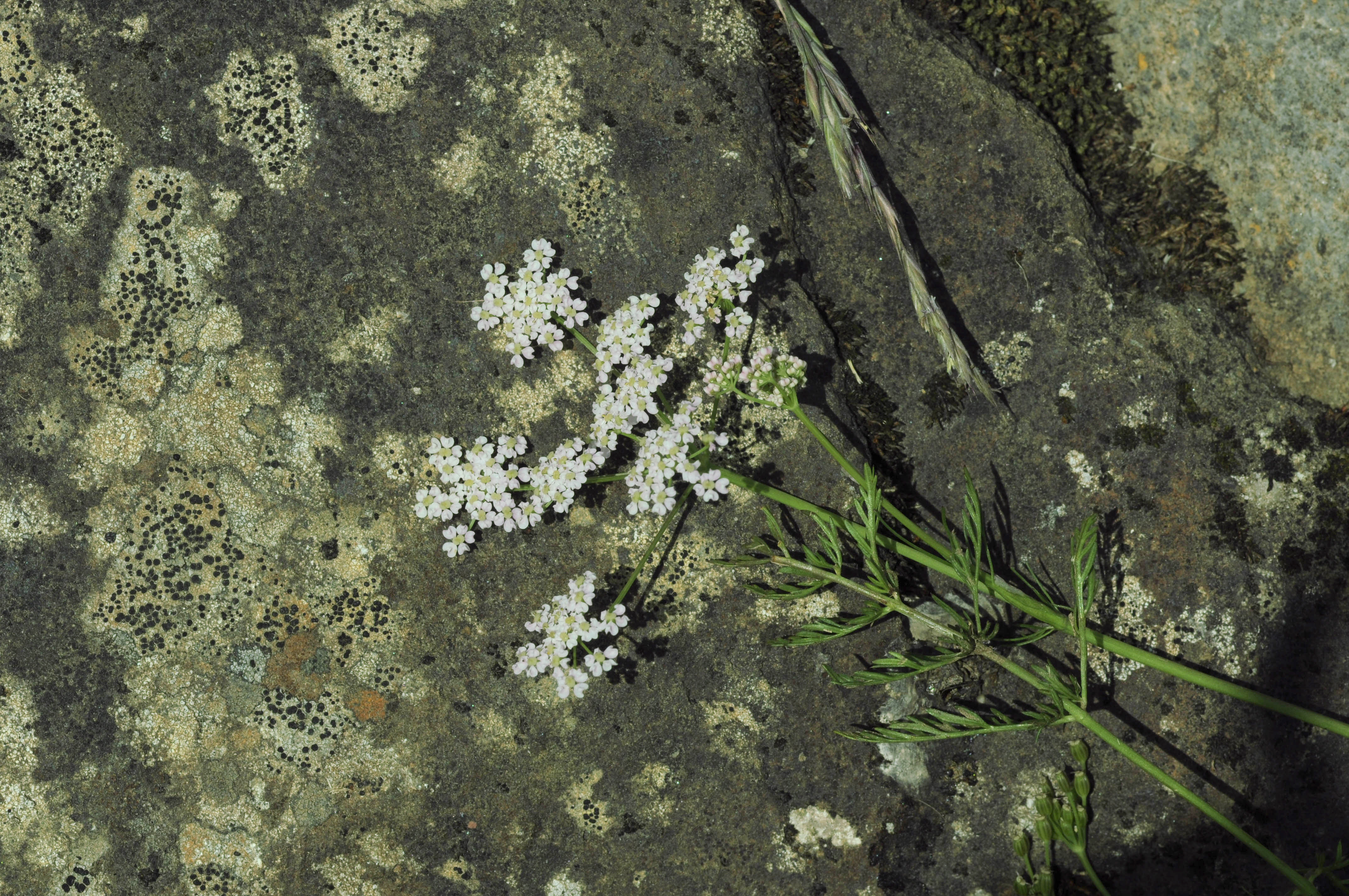
Bloeiwijze
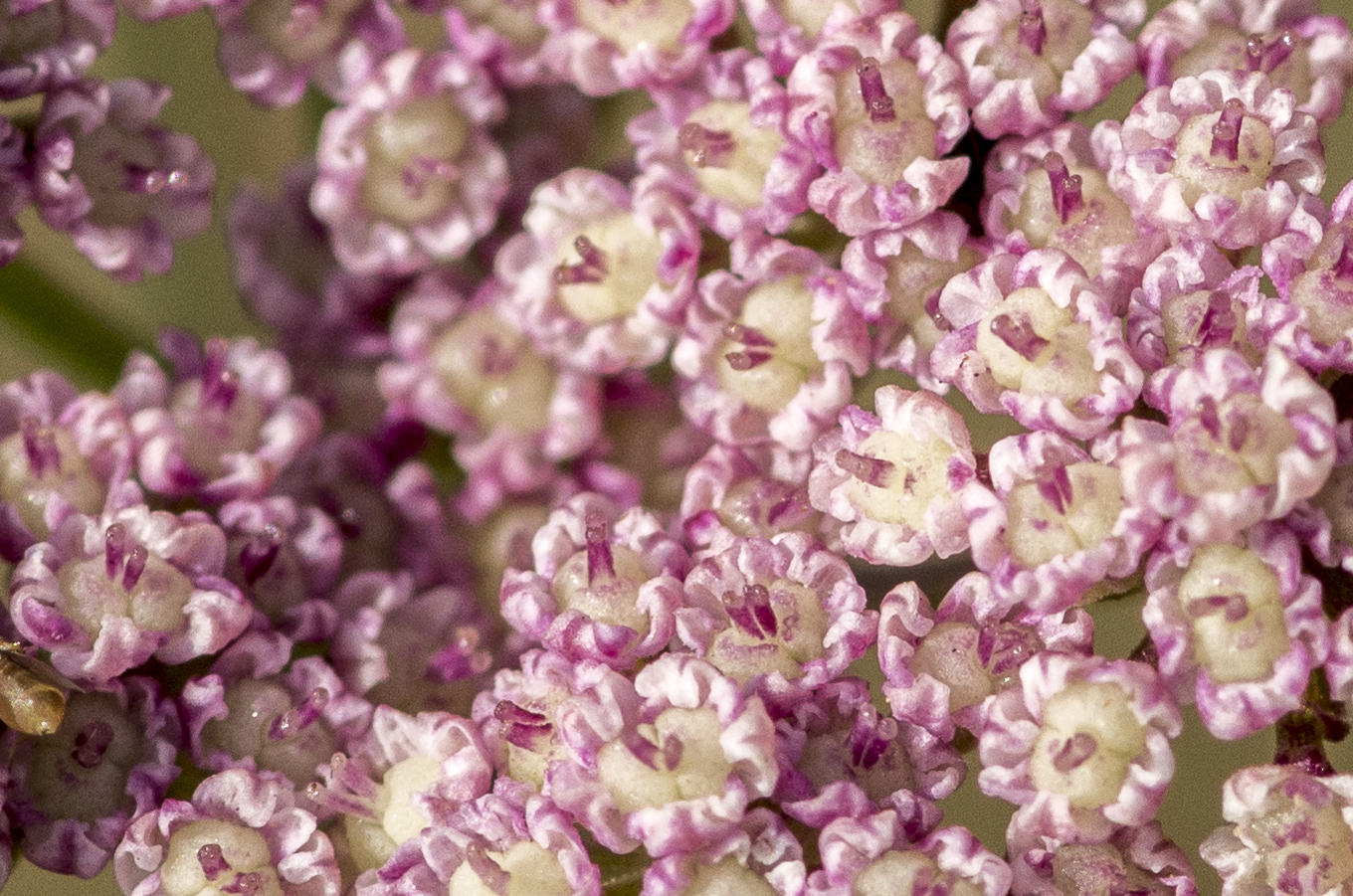
Stylopodia
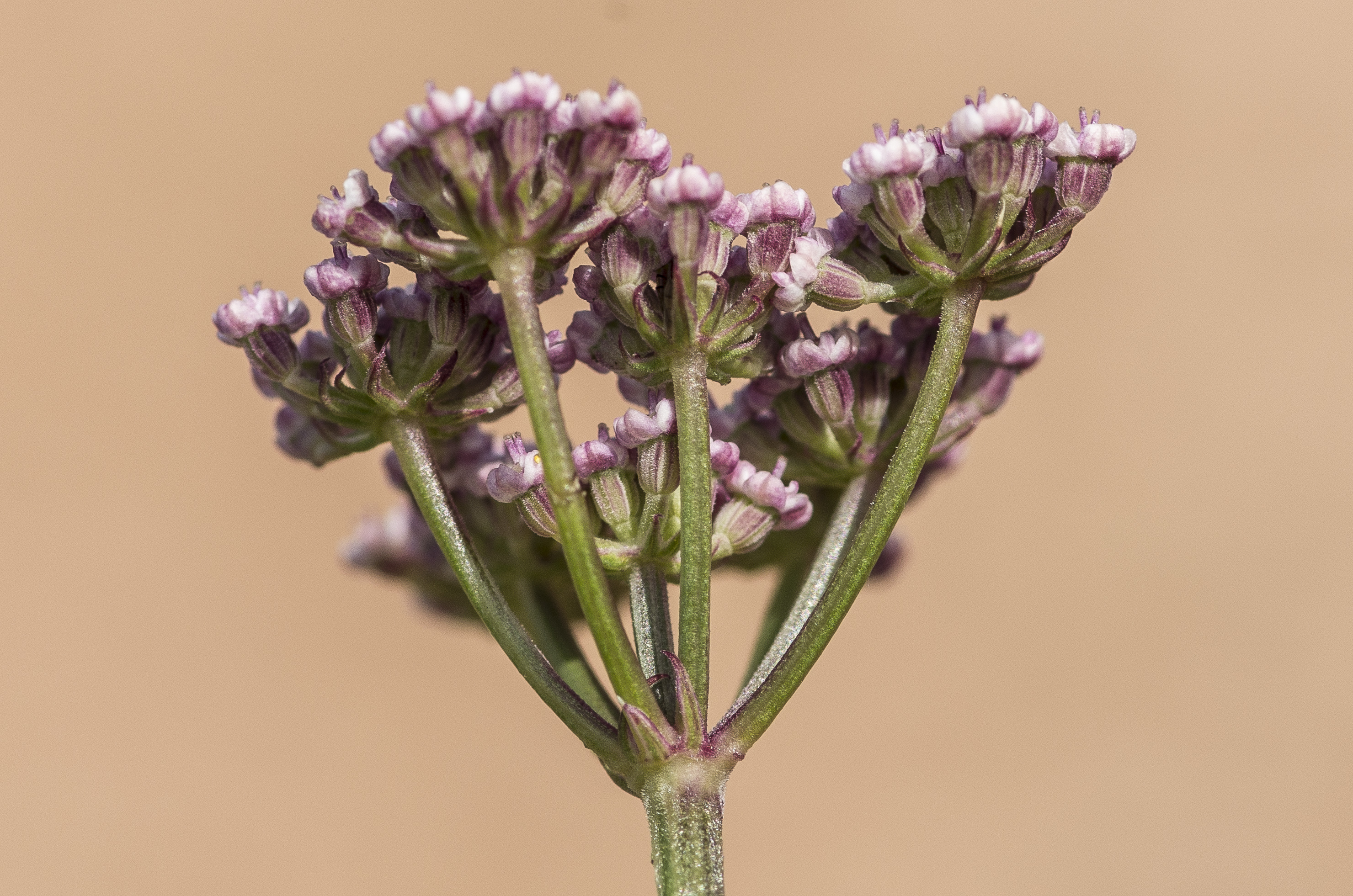
Omwindsel en omwindseltjes
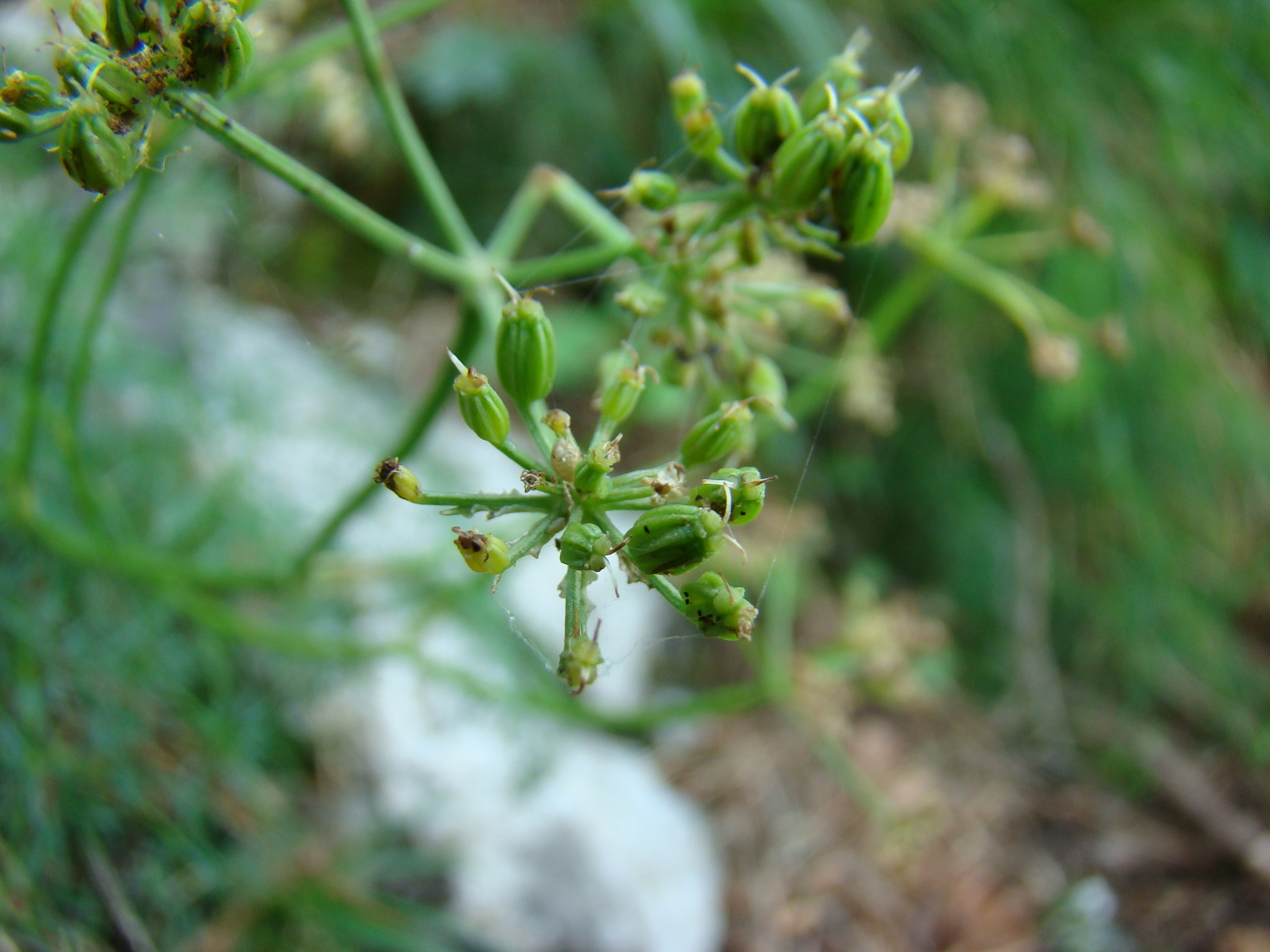
Vruchten
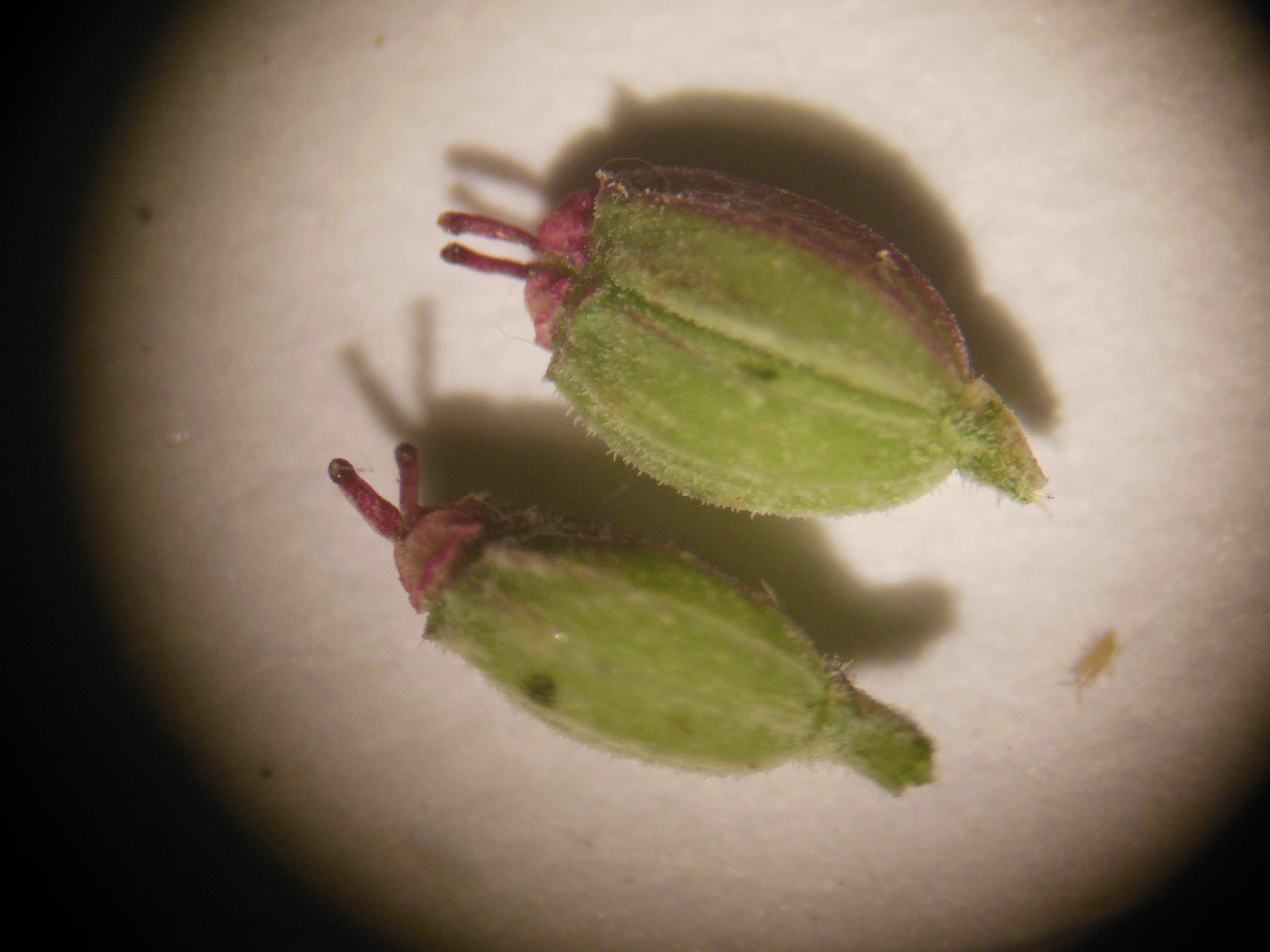
Vruchten
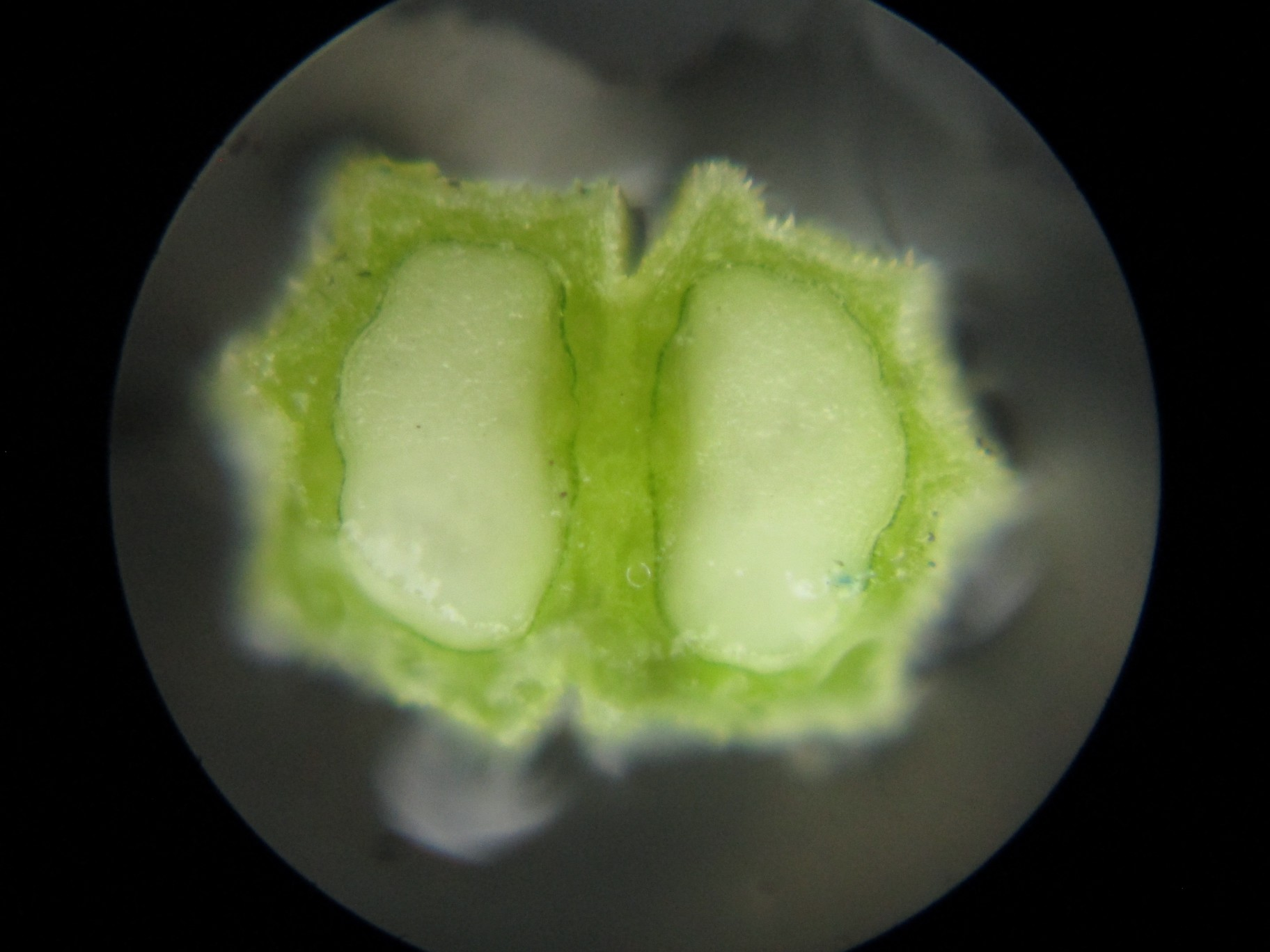
Vrucht

Bergseselie komt voor in grasland en rotsachtige plaatsen op matig droge tot vochtige grond.